# Муника
Муника (Pinus heldreichii) je терцијерни реликт и субендемит Балканског полуострва врста са малим допунским ареалом у јужној Италији. Научни назив муника је добила по немачком ботаничару Хелдрајху (Theodor Heinrich Hermann von Heldreich) (1822—1902).

## Распрострањеност
Ареал мунике поклапа се често са ареалом молике (Pinus peuce), на високим медитеранским и субмедитеранским планинама Србије, Црне Горе, Херцеговине, Македоније, Бугарске, Албаније и Грчке са, како је већ речено, малим допунским ареалом у јужној Италији. У Србији муника расте на Проклетијама и на локалитетима Паштрик, Ошљак, Коџа Балкан, Островица, Шар-планина (Гине воде, Јеловник) и Муртеница

## Изглед
Стабла мунике могу да достигну висину до 35 м, прсни пречник преко 1 м (некада пречник достиже и 2-3 м) и старост од неколико стотина година. Круна је најчешће лоптасто-пирамидалног облика. Коренов систем је јако развијен са бројним бочним коренима, који дубоко продиру у пукотине стена. Кора на деблу и старим гранама зрелих јединки је врло дебела, , пепељасто сива и дубоко угласто испуцала на вишеугаоне плочице, сличне панциру. У младости је глатка, белкастосива, по чему је врста и добила име (ранији назив, сада синоним) leucodermis.
Пупољци су без смоле. Четине су распоређене око бочних гранчица налик праменовима, тако да врх једног прамена допире до половине другог. Четине расту по две у рукавцу, круте су, дуге 7-9 цми широке до 2,5 мм.
Шишарке су дуге 7-9 цм, а широке до 2,5 цм. Апофиза је пљосната или пирамидална са правом или савијеном бодљом на грбици, посебно у доњем делу шишарке. Фертилне љуспе су са доње стране светлосмеђе. Семе је дуго око 7 мм са криоцем дужине око 25 мм. Шишарке прве године имају карактеристичну тамнољубичасту боју. Сазревају септембра-октобра друге године.
- Четине мунике у рукавцима по две
- Младе шишарице почетком друге вегетације, у основи актуелног летораста
- Шишарице
- "Панцир“ кора

## Станиште
Шуме мунике се налазе у истом висинском појасу (1300-1800, 1200-1900 н.в.) са шумама молике, а у подручјима са израженим медитеранским утицајима изграђују високопланински климарегионалан појас. Често изграђују, са шумама молике, горњу висинску границу шумског појаса. Муника је топлољубива врста која тражи осунчане положаје. Одговарају јој сушни терени, тако да шуме мунике претежно расту на кречњачким масивима, а ређе на доломиту и серпентиниту, на врло стрмим и сувим, југу изложеним падинама. На природним стаништима северне падине на силикатним масивима углавном препушта шумама молике (Pinus peuce), мада се и на тим положајима муника може наћи.

## Употреба
Дрво мунике користи се за израду чунова, традиционалних чамаца који се вековима користе на Скадарском језеру. Осим тога погодно је и за добијање луча, па су шуме због сече проређене.
Муником могу да се пошумљавају врлетни терени на већим надморским висинама.

## Значај у озелењавању
Тамнозелене, праменасто распоређене четине, као и дебела, испуцала кора чине ову врсту декоративном и пожељном за садњу у парковима. На зеленим површинама у Београду често се могу наћи веће групе стабала мунике, па и мале састојине.

### Споменици природе
у долини реке Неродимке, недалеко од Урошевца расте Бор цара Душана, стара муника чија се старост процењује на око 700 година. То дрво налази се на остацима летњиковца цара Душана и данас је заштићено као Споменик природе.